# او-۲۹ (کریگس‌مارینه)
او-۲۹ (به آلمانی: U-29) یک او-بوت کریگسمارینه از نوع ۷آ بود.

## تاریخچه عملیاتی

### گشت نخست
او-۲۷ به فرماندهی ناوسروان اتو شوهارت، روز ۱۷ سپتامبر سال ۱۹۳۹ ناوهواپیمابر بریتانیایی کوریجوس را منتهی‌الیه غربی کانال مانش شناسایی کرد. پس از پنج ساعت تعقیب، این کشتی جنگی ۲۲٬۵۰۰ تنی ساعت ۷:۵۰ عصر با اصابت دو اژدر غرق شد. این نخستین کشتی جنگی بریتانیایی بود که در جریان جنگ جهانی دوم توسط کریگس‌مارینه غرق می‌شد.